# Minerva Louise
Minerva Louise (in der deutschen Übersetzung Minerva Luise) ist eine von Janet Morgan Stoeke verfasste Kinderbuch-Reihe. Sie erschien von 1999 bis 2002 in der Pixi-Bücher-Serie des Carlsen Verlags in Hamburg als Serie mit anderen Büchern; einzeln erschienen die Bücher schon in den 1970er Jahren (in Deutschland).
Im Buch kommt die Henne Louise (in der deutschen Übersetzung Luise) vor, die den Umgang mit der Umwelt im „wahren“ Leben kindgerecht darstellt. Dabei wird meist aus Sicht der Henne geschrieben, so dass sich der Lesende in die Rolle des Tieres versetzen kann. Die Bücher sind keine Lehrbücher, sondern dienen zum Kennenlernen des Kindes unter anderem der Tierwelt.

## Episoden (Auswahl)
- Band 1004: Ein Hut für Minerva Luise
- Band 1141: Minerva Luise in der Schule
- Band 1161: Minerva Luise hüpft ins Haus

Die Bücher sind quadratisch, haben eine Größe von etwa 10 × 10 cm und meist jeweils 24 Seiten. Mindestens zwei Drittel jeder Seite sind illustriert, meist gibt es nicht mehr als eine bis vier Lesezeilen pro Seite.